# Schloss Petzow

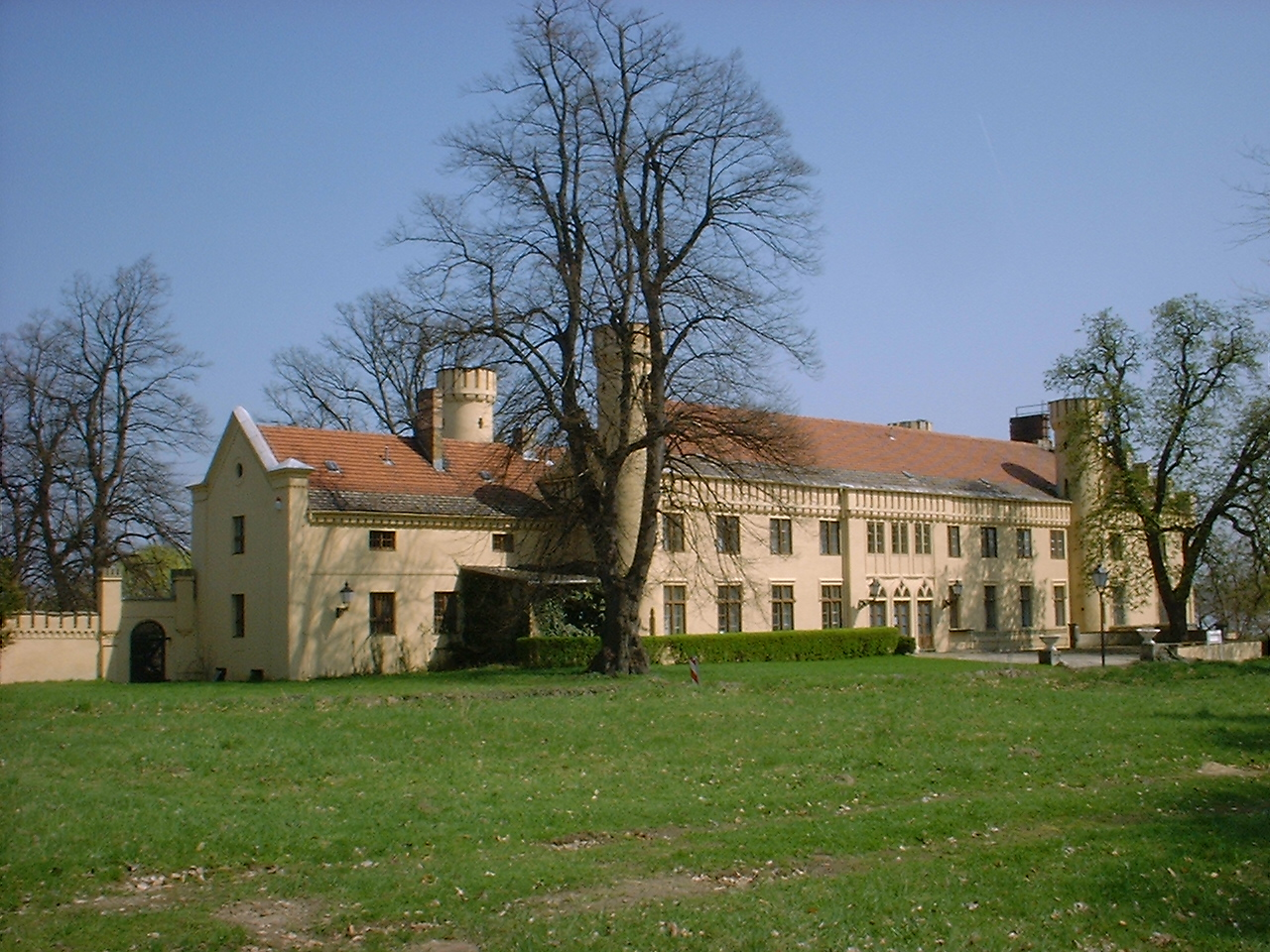
Schloss Petzow in Werder-Petzow in Brandenburg, Deutschland

Schloss Petzow ist ein Schloss in Werder-Petzow in Brandenburg, Deutschland.

## Baugeschichte
Das vormalige Schloss ist ein langgestreckter asymmetrischer Putzbau, akzentuiert, in einer romantischen, englischen Form der Neogotik. Der Kernbaukörper ist ein elfachsiger Mitteltrakt. Die Wissenschaft streitet über die Mitwirkung von Schinkel, sein Wirken an der Dorfkirche Petzow gilt als erwiesen. Um 1952 erfolgte eine Erweiterung zur „L-Form“. Vom dazugehörigen Wirtschaftshof nördlich der Schlossanlage ist nur ein Portal im Tudorstil aus dem Jahr 1828 verblieben. Das im 19. Jahrhundert ebenfalls umgestaltete Dorf fügt sich in das Gesamtbild der Anlage des Schlossareals ein, betont durch die Übernahme baulicher Details des Schlosses Petzow, wie Schmuckgiebel und Schornsteinaufsätze. Als Bauherr fungierte die nachfolgend briefadelige Familie von Kaehne, 1840 nobilitiert, vertreten durch Karl Friedrich August (von) Kaehne. Der Amtsrat war verheiratet mit Wilhelmine Kühne-Langerwisch, Tochter eines Gutsbesitzers.

## Landschaftsgarten
Im Süden der Schlossanlage wurde auf einem schmalen und hügeligen Landstreifen zwischen Glindowsee und Schwielowsee, aus 1820 resultierend und Peter Joseph Lenné zugeschrieben, ein Gutspark angelegt. Dieser Garten erfuhr um 1845 und nochmals um 1900 eine Erweiterung. Die begleitende ältere Bebauung durch Staffagebauten stammen, wie das Fischerhaus von 1818 und das Waschhaus von 1819, aus der Vorzeit der eigentlichen Gestaltung des Parks. Die 1987 restaurierte Schmiede wurde planerisch einbezogen.

## Vom Lehnschulzengut zum Rittergut Petzow
Petzow hatte in der Frühzeit ein Lehnschulzengut, kein konventionelles Rittergut mit Sitz des Eigentümers im jeweiligen Kreistag. Die Gemarkungsflächen von Petzow waren in fiskalischer Hand, teils im Besitz der Kirchengemeinde. Einzelne kleinere Flächen gehörten zu benachbarten Gütern. Erst zwanzig Jahre nach Bau des repräsentativen Herrenhauses gelang der Familie von Kaehne die Anerkennung ihres Lehnschulzenbesitzes zum Rittergut. Es handelt sich um das damalige Lehnschulzengut Petzow mit Gut Bliesendorf II und Mittelbusch als kreistagsfähiges Rittergut, für die Dauer der Besitzzeit des Amsrats von Kaehne und seiner ehelichen Descendenz. Im Jahre 1879 gehörte zum 739 ha großen Rittergut Petzow mit Mittelbusch eine Ziegelei mit Ringofen.

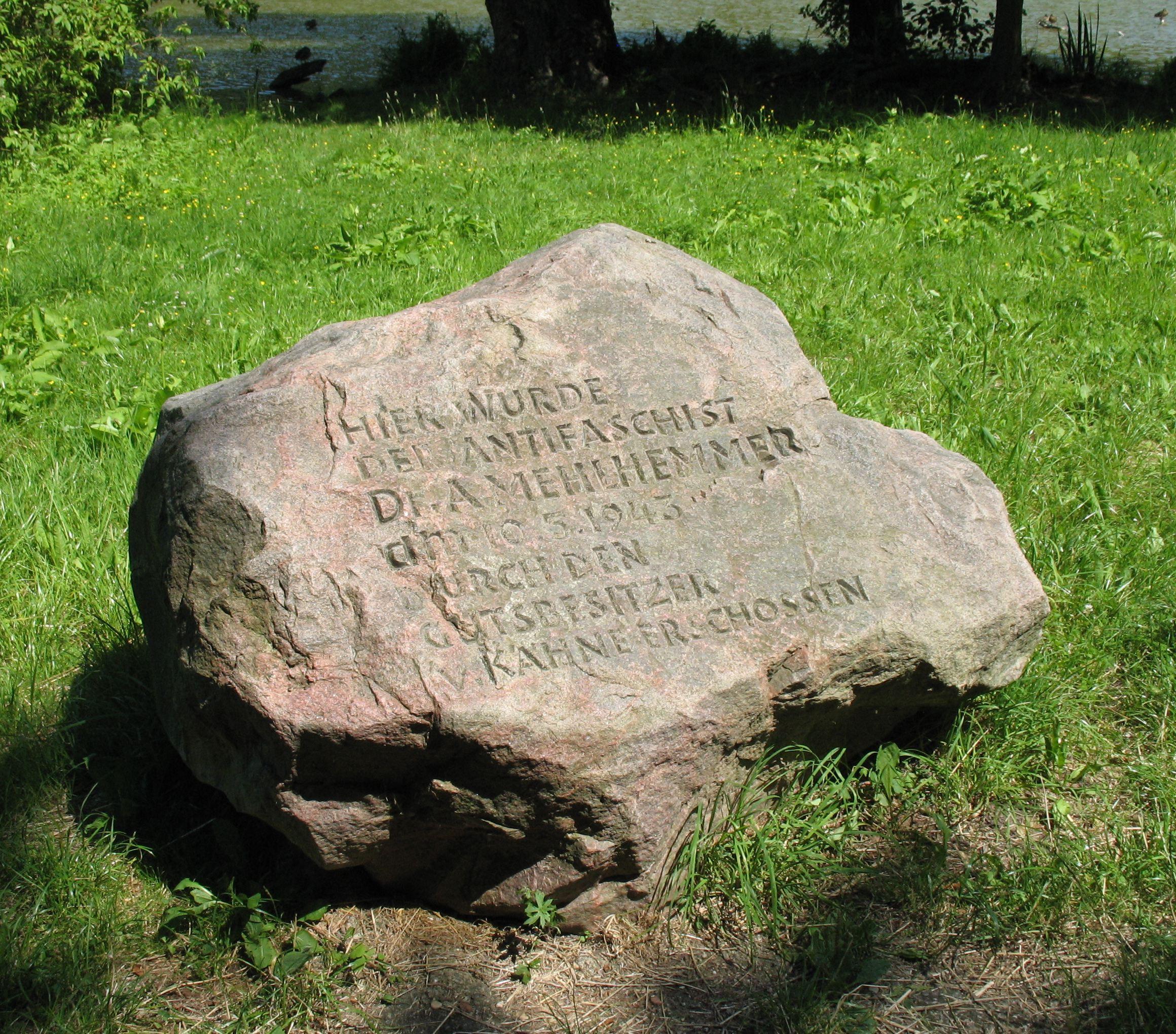
Gedenkstein für Dr. Alfred Mehlhemmer im Park Petzow. Motiv von Doris Antony, Berlin, 2014.

Nachfolgend betreute Carl II. von Kaehne die Begüterung und heiratete standesgemäß Elisabeth Alwine von Kleist. Er stiftete für Petzow ein Familienfideikommiss und führte ein äußerst strenges Gutsregime. Der Nachfolger geht ebenfalls unrühmlich in die Geschichte als Schieß-Kaehne ein, Carl III. von Kaehne-Petzow. Die Größe seines Rittergutes Petzow mit Bliesendorf (Anteil II), Gut Neuendorf und Flächen in verschiedenen Gemeinden in Werder a.H., Caputh und Geltow betrug kurz vor der großen Wirtschaftskrise 1929 insgesamt 1635 ha.
Die Kaehnes wurden aber den schlechten Ruf nicht wieder los.

„Du dämlicher Hund liegst blutend im Wald. Ein preußischer Adliger machte dich kalt. Zitternd stand dein Junge dabei – Mensch, du warst Nummer 103! Wälz dich im Dreck – aber mach keine Szene. Auf dich schoß nicht schlecht waidgerecht Kähne. Das treibt er seit fünfzehn Jahren so. Die braven Sonntagsausflügler sind froh, wenn sie an seinem Anstand vorbei. Einen Schritt zu weit – Schuß, Fall, Geschrei. Der schießt aus Notwehr den Fraun in die Beene. Weil er bedroht wär. Immer in Notwehr. Kähne. Mit Landrat und Richtern im Amtsgestühl Zusammengehörigkeitsgefühl. Kein Gendarm, kein Landjäger siehts. Herr Hauptmann schießt auf die ganze Justiz. Hat Waffen, Freiheit, Helfershelfer von Potsdam bis Petzow … Wozu das Gebelfer? Ihr laßt euch peitschen von solchem Kujon? Versammelt euch. Redet. Resolution. Macht Justizreformierungspläne … Gibt es im ganzen Lande so weit keine, keine Gerechtigkeit –? Kähne.“

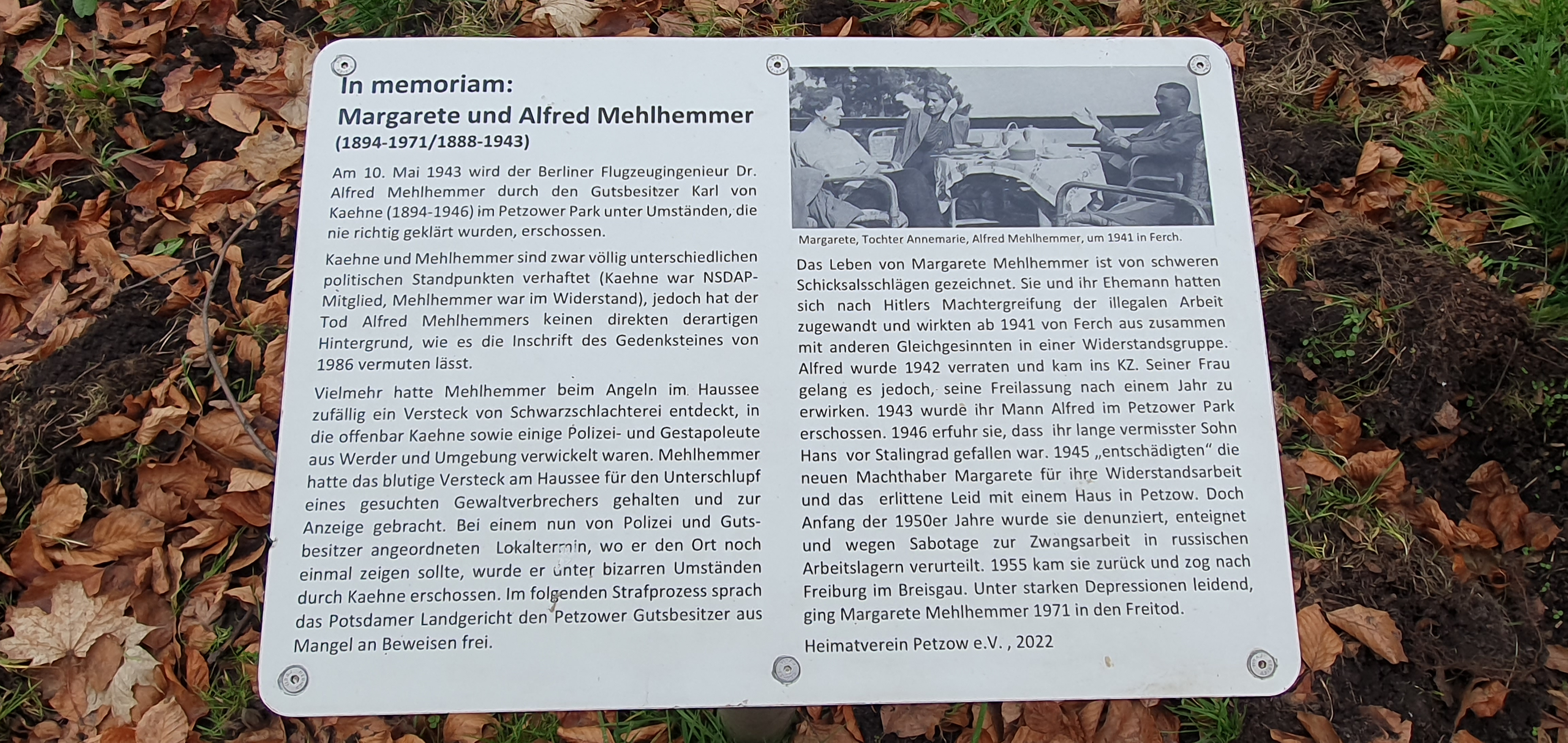
Gedenktafel für Alfred und Margarete Mehlhemmer

Bis in die letzte Gutsbesitzer-Generation geht dies so. Der letzte Kaehne, Carl IV., NSDAP-Mitglied seit 1931, erschießt 1943 den Ingenieur Dr. Alfred Mehlhemmer unter ungeklärten Umständen. An dieser Stelle im Park befinden sich heute (2025) ein Gedenkstein und eine Gedenktafel. Kaehne stirbt 1946 in Sachsenhausen, sein Petzower Familienzweig starb aus, es besteht heute nur noch ein zweiter genealogischer Kaehne Zweig Priesholz. Zeitgleich erfolgte in Stufen die Enteignung des Gutes durch die Bodenreform.
In den Jahren 2004 und 2005 war das Schloss Außendrehort zur ersten deutschen Telenovela Bianca – Wege zum Glück.

## Denkmalschutz
Bereits zu DDR-Zeiten fanden Erhaltungsmaßnahmen statt, wenn auch von baulichen Veränderungen und Ergänzungen begleitet. Zwischen 1987 und 1989 wurden die Schmiede und das Schilftor restauriert. Die Zuordnung zu Schinkel beruht im Kern nur auf Familienüberlieferungen und einer Notiz von Theodor Fontane. Weitere Momente belegen den Sachverhalt nicht. Wie sich die Bekanntschaft von Schinkel mit dem damals bürgerlichen Amtsrat Kaehne darstellt, bleibt ebenso offen.

## Weitere Literatur
- Karl-Heinz Friedrich: Die Kaehnes in Petzow. Ein Ausnahmefall im preußischen Landadel. BoD, Norderstedt 2019. ISBN 978-3-7357-6276-4.